# Бердянськ (станція)
Бердя́нськ — тупикова вантажна залізнична станція 1-го класу Запорізької дирекції Придніпровської залізниці на лінії Верхній Токмак I — Бердянськ. Розташована в місті Бердянськ Запорізької області. Найближча станція у напрямку Верхнього Токмака — Берда (за 6 км).

## Історія
29 березня 1865 року в міській ратуші комісія підписала клопотання перед губернським начальством про будівництво залізниці до Бердянська. Лише через рік, 1 квітня 1866 року, в Самарі знайшовся архітектор, який розробив проєкт вокзалу — Георгій Панафутін, проте залізничний вокзал буде збудовано лише через 30 років.

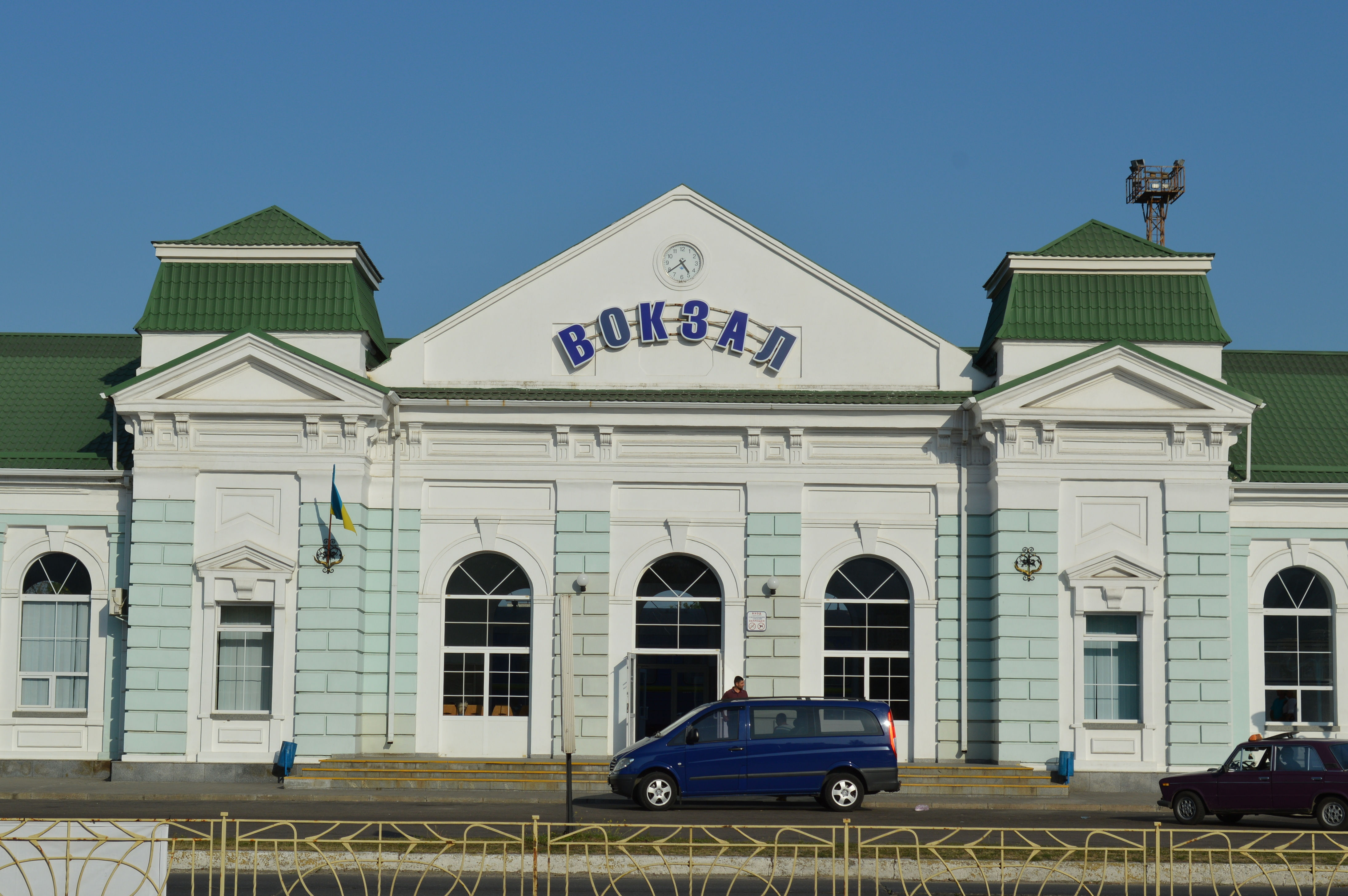
Вокзал станції Бердянськ

Започатковане інженером-архітектором Георгієм Панафутіним у 1896 році, який також був призначеним начальником Бердянської будівельної дистанції, будівництво залізничної лінії Чаплине — Пологи — Бердянськ, завершилось наприкінці 1898 року.
1 січня 1899 року на станції Чаплине відбулася урочиста церемонія з нагоди відкриття Бердянської залізниці.
У 1902 році, через відкриття бердянської грязелікарні, вже у 1904 році до неї була прокладена залізниця від станції Бердянськ-Порт завдовжки 5 км і розпочато регулярних рух пасажирськими поїздами.
У 1943 році бердянський залізничний вокзал було знищено німецько-фашистськими окупантами.  Відбудовано вокзал у 1948 році. Інтер'єр вокзалу дещо перетворився: зали було оздоблено мармуровою плиткою Янцевського кар'єру.
Після будівництва залізничного вокзалу в Бердянську архітектор Георгій Панафутін, переїхав до Катеринослава.

## Пасажирське сполучення

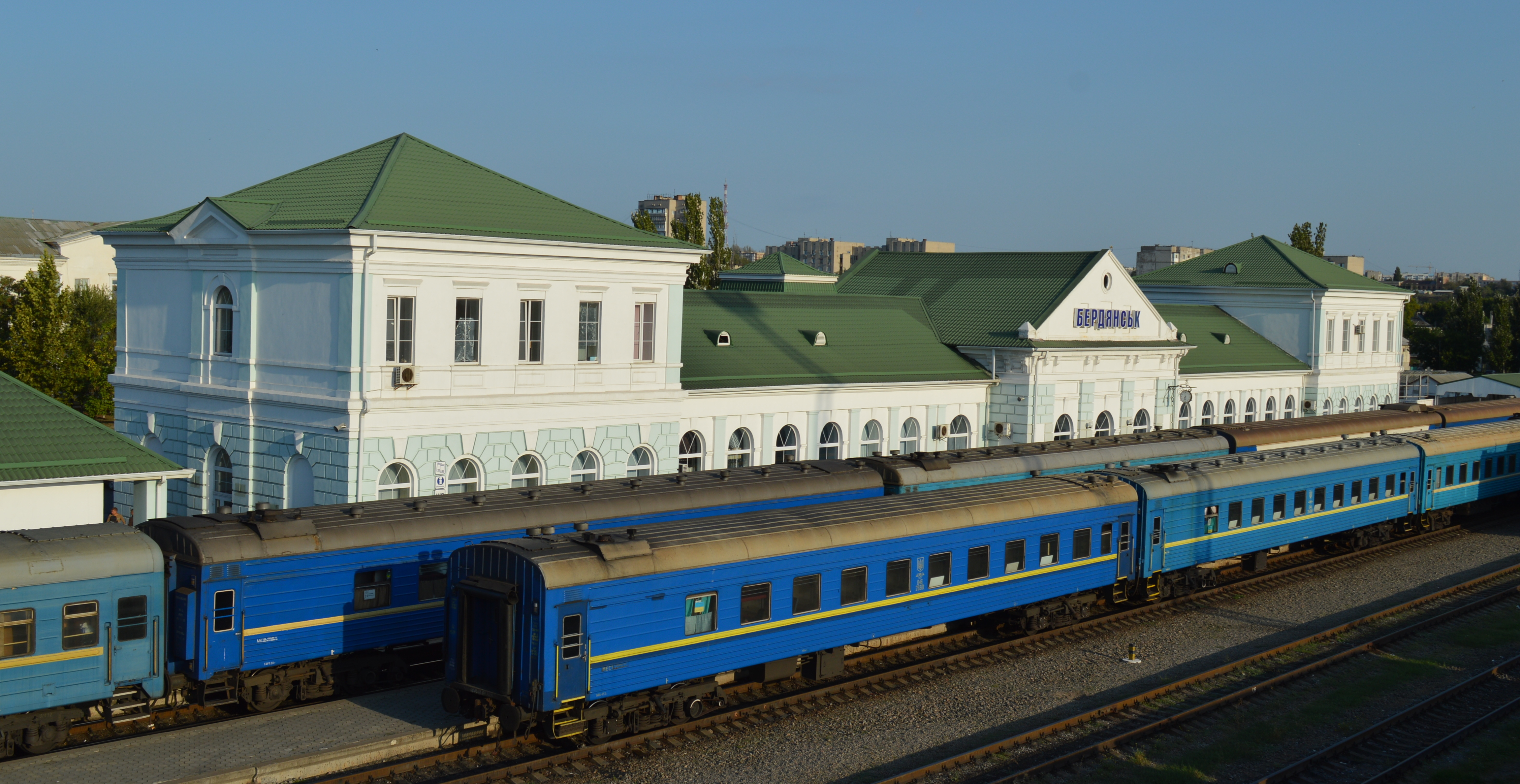
Станція Бердянськ

До російського вторгнення в Україну до станції Бердянськ прямували наступні поїзда:
- нічний швидкий поїзд «Маяк» Київ — Бердянськ (призначався з 25 березня 2018 року).

В літній період 2019 року призначались додаткові поїзди з Дніпра, Кривого Рогу,  Харкова. Також призначалися вагони безпересадкового сполучення з Мінська.
До 11 квітня 2018 року курсував пасажирський поїзд № 607/608 сполученням Запоріжжя — Бердянськ (скасований з 12 квітня 2018 року).
З 6 липня 2021 року «Укрзалізниця» прискорила рух поїзда № 228/227 сполученням Бердянськ — Київ, який перебуває на шляху прямування на 2 години 30 хвилин менше, ніж раніше. Також скасована зупинка поїзда на станції Дніпро-Лоцманська, замість неї в обох напрямках поїзд прямує через станцію Дніпро-Головний.
До 18 березня 2020 року курсував приміський поїзд Запоріжжя — Пологи — Бердянськ (щоденно, 2 рази на день, досить тривала стоянка на станції Пологи).
Під час курортного сезону 2021 року «Укрзалізниця» призначала нічний швидкий поїзд № 185/186 сполученням Львів — Бердянськ, який курсував щоденно.